# Igurusi
Igurusi è una circoscrizione mista (mixed ward) della Tanzania situata nel distretto di Mbarali, regione di Mbeya. Conta una popolazione di 22 296 abitanti (censimento 2012).